# السبيبة

شعار (رمز) التراث الثقافي الإنساني غير المادي

السبِيبَة (بكسر الباء الأولى وفتح الثانية) هو احتفال تقليدي سنوي يقام بمدينة جانت الجزائرية، وتعتبر تقليدا تراثيا، من أهم المناسبات المحلية العريقة التي تحتفل بها طوارق الصحراء بالجنوب الجزائري، الذي يصادف كل سنة اليوم العاشر من محرم في التقويم الهجري، حيث ترمز هذه المناسبة إلى السلم المدني والسلام والالتحام الاجتماعي، وتعود الاحتفالات إلى قرون عندما تعاقدت قبائل الطوارق في الجنوب الجزائري على الصلح والسلام بين سكان القصرين العتيقين «أزلواز» و«الميهان».

## الاحتفال
هناك رمزية احتفالية تعبر عن السلام الذي حل بالمنطقة بين قبائل الطوارق بالهقار، يتخد أشكالا احتفالية تعبيرية مختلفة، من خلال مشاهد الرقصات الجماعية التي يؤديها الراقصون بأزياء المحاربين، على وقع دقات الطبول، يسوده جو من العواطف التي تختزل الود والاطمئنان الطوارقي على أرض الصحراء بالهقار، وترمز الاحتفالية أيضا إلى وحدة هذه القبائل والالتحام فيما بينها أمام الأخطار والتعاون على الخير والبر. ويرى باحثون متخصصون أن الرقصة تعبر عن حالة من السعادة عندما استطاعت قبيلة الطوارق آجر الانتصار في معركتها مع تهدديدات فرعون مصر.
وترى الباحثة ويزة قيلاز أنها رقصة تقليدية تاريخية تعود إلى 1.230 قبل الميلاد، وذكرت أن تاريخ هذه المناسبة يحسب على أساس التقويم القمري الذي يتناسب مع عيد عاشوراء مما أدى بالبعض إلى الخلط بين المناسبتين طيلة ردح من الزمن«. وأضافت أنه» تم رفع هذا اللبس منذ أن أعادت وسائل الإعلام اكتشاف المنطقة بعد أن بدأ المؤرخون يهتمون بالعادات الشعبية المنسية بمنطقة الجنوب الكبير في مناطق الطوارق المنسية.

## التراث العالمي

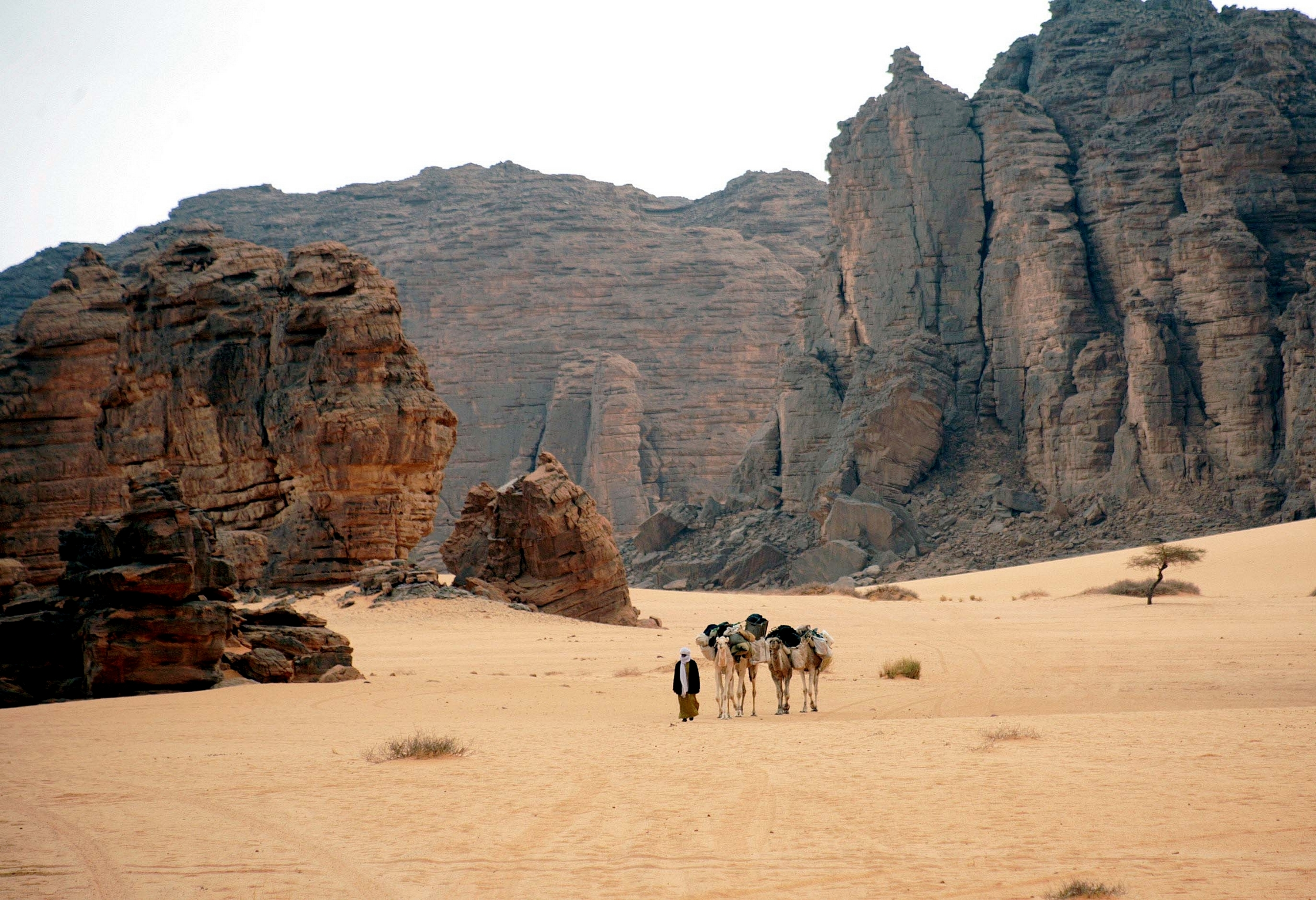
صحراء تسيلي في الجزائر.

إلى جانب "إمزاد" من نفس المجال، تم إدراج المناسبة الاحتفالية "السبيبة" وما يرافقها من عادات وتقاليد مرتبطة بها كحدث تاريخي، ضمن قائمة اليونسكو للتراث العالمي اللامادي سنة 2008، وذلك تحت عنوان: "طقوس ومراسم السبيبة في واحة جنات الجزائر (بالإنجليزية: Ritual and ceremonies of Sebeïba in the oasis of Djanet, Algeria)
يتم نقل المعرفة المتعلقة بالطقوس والاحتفالات مباشرة، عبر الأجيال المتلاحقة، من كبار السن إلى الأصغر سنا. الحلي ومنتجات الحرفيين وإصلاح وصناعة الزي الطوارقي الرسمي التقليدي، والأسلحة التقليدية، والحلي والآلات الموسيقية المطلوبة لطقوس احتفالات السبيبة.

### مواضيع متعلقة
- الطوارق
- إمزاد

### قوائم متعلقة
- قائمة مواقع التراث العالمي في المغرب العربي
- مواقع التراث العالمي في إفريقيا
- قائمة مواقع التراث العالمي غير المادي في المغرب العربي
- قائمة مواقع التراث العالمي في الجزائر
- قائمة التراث الثقافي اللامادي في الجزائر